# Legends Voices of Rock
Legends Voices of Rock är en konstellation där flera legendariska sångare framför sina respektive största hits, i samma show, med samma band.
Konstellationen varierar och i konceptet ingår artister som belönats med  Grammy- och platinautmärkelser, såsom Bobby Kimball (originalsångare i Toto), Steve Augeri (ex Journey), Joe Lynn Turner (ex Rainbow, Deep Purple), Bill Champlin (ex Chicago), Fergie Frederiksen (ex Toto), Bruce Kulick (ex Kiss), Robin Beck m.fl.
Legends hade premiär i juni 2012, en Japanturné med konserter i Nagoya, Osaka och Tokyo.
Legends presenterades för den svenska allmänheten i TV4 Nyhetsmorgon.
Bakom projektet står de två välkända svenska gitarristerna Tommy Denander och Sayit Dölen.

Tommy Denander, världskänd gitarrist som spelat på album med superstjärnor som Michael Jackson, Alice Cooper, Paul Stanley, Ricky Martin, Celine Dion, Peter Cetera, BB King, Carlos Santana och många fler.

Sayit Dölen har en lång karriär, såväl i studio som live, med stjärnor som Enrique Iglesias, Yngwie Malmsteen, Jimi Jamison, Bobby Kimball, Katie Melua och många fler.
Musikerna i Legends är handplockade med målsättningen att spela alla hits troget originalen.